# Rîsveanka (Șubkiv), Rivne
Rîsveanka (în ucraineană Рисв'янка) este un sat în comuna Șubkiv din raionul Rivne, regiunea Rivne, Ucraina.

## Demografie
Componența lingvistică a localității Rîsveanka
     Ucraineană (99,67%)
     Alte limbi (0,33%)
Conform recensământului din 2001, majoritatea populației localității Rîsveanka era vorbitoare de ucraineană (99,67%), existând în minoritate și vorbitori de alte limbi.